# Hermann von Hatzfeldt
Pour les articles homonymes, voir Hatzfeld (homonymie).
Hermann Anton Leo Karl, 3e prince von Hatzfeldt, 1er duc de Trachenberg (4 février 1848, Trachenberg, arrondissement de Militsch (de) - 14 janvier 1933, Trachenberg), est un militaire et homme politique allemand.

## Biographie
Hermann II Hatzfeldt est le fils du 2e prince de Hatzfeldt, Hermann Anton (1808-1874), catholique, et de sa seconde épouse, Marie née von Nimptsch (1820-1897), protestante comme la première, au château familial de Trachenberg en Silésie et est élevé dans la religion catholique. Après avoir obtenu son diplôme d'études secondaires, il devient actif dans le Corps Saxonia Göttingen en 1868 et étudie le droit à l'Université Frédéric-Guillaume de Breslau et à l'Université Frédéric-Guillaume de Berlin,. Puis il entre dans le service judiciaire prussien. En 1870-1871, il sert comme major dans la cavalerie pendant la guerre franco-prussienne.
En 1874, il succède à son défunt père, excommunié en 1847, à la tête de la ligne Hatzfeldt-Trachenberg. En 1878, il est nommé membre héréditaire de la chambre des seigneurs de Prusse. Il est le président de la «nouvelle faction» des grands propriétaires terriens (de). Dans les années 1878-1893 et 1907-1912, il est également député du Reichstag pour le Parti conservateur libre. Il vote contre les lois d'expropriation prussiennes, qui sont dirigées contre la polonais dans la province de Posnanie, tant au Reichstag que dans le chambre des seigneurs.
Le 1er janvier 1900, il reçoit le titre héréditaire en primogéniture de «duc de Trachenberg». De 1894 à 1903, il est haut président de la province de Silésie.
Pendant la Première Guerre mondiale, Hatzfeldt est un candidat prometteur pour le poste de gouverneur général dans la Pologne occupée; cependant, le poste revient à Hans von Beseler. En opposition à Paul von Hindenburg et Erich Ludendorff, il fait campagne pour un accord mutuel avec les puissances de l'Entente. De 1919 à 1921, il est le représentant du gouvernement du Reich pour le vote en Haute-Silésie. Il consacre les dernières années de sa vie à des œuvres caritatives dans l'ordre souverain de Malte.
De 1892 à 1919, il est le troisième président de l'Association allemande des pêches. Le prince Hatzfeldt est particulièrement intéressé par le développement de l'économie des étangs de Silésie. Sa propriété autour de Trachenberg se distingue par une pisciculture exemplaire. Les étangs Militscher sont parmi les plus grands systèmes d'étangs au monde.
L'empereur Guillaume II lui décerne l'Ordre de l'Aigle noir au 200e anniversaire de sa fondation, le 18 janvier 1901. Les nombreuses récompenses de Hatzfeldt comprennent les plus hautes médailles saxonnes. Il est Grand-Croix Bailli de l'ordre souverain de Malte. L'Université de Breslau lui décerne un doctorat honoris causa en médecine et en droit. En 1884, il devient citoyen d'honneur de Bojanowo (près de Trachenberg), en 1903 de Breslau et Königshütte.

## Famille

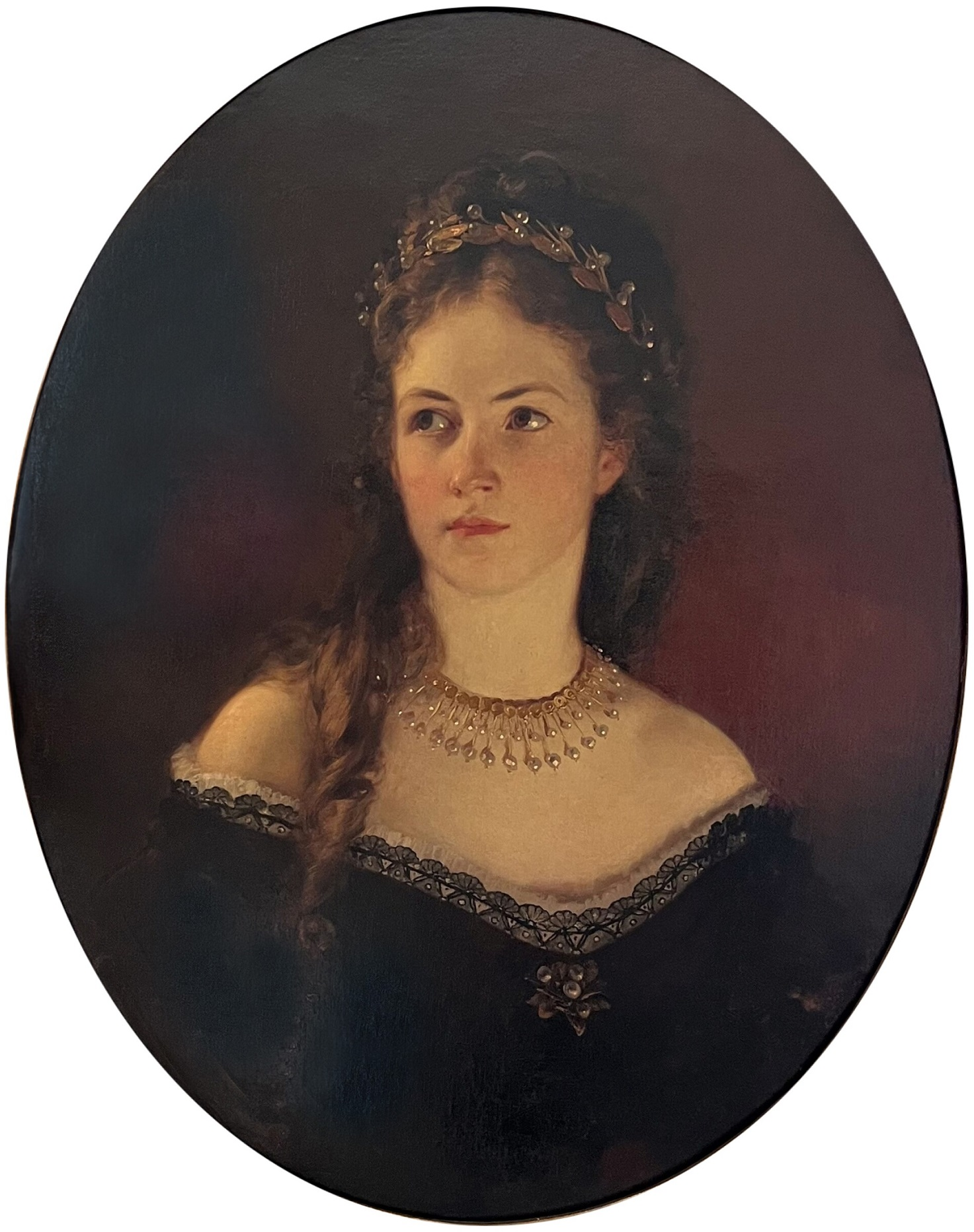
Portrait du Nathalie princesse von Hatzfeldt, née comtesse von Benckendorff en 1872.

### Mariage et progéniture
Hatzfeldt épousa le 18 juin 1872 à Berlin Nathalie comtesse von Benckendorff (1854-1931). Elle était la fille du général russe Konstantin Konstantinovič von Benckendorff (1816-1858) et de la princesse Luise von Croÿ-Dülmen (1825-1890) et fut grande-maîtresse de la cour de l'impératrice Frédéric. Le frère aîné de Nathalie était Alexandre von Benckendorff, qui fut ambassadeur de Russie à Londres pendant la Première Guerre mondiale. Elle était également une cousine au second degré de l'archiduchesse Isabelle d'Autriche-Teschen par la famille de sa mère.
Le couple a eu deux fils et sept petits-enfants:
- Hermann Ludwig, 4e prince von Hatzfeldt, 2e duc de Trachenberg (1874-1959) ∞ Elisabeth von Tschirschky-Bögendorff (1889-1975) ;
  - Hermann Krafft prince von Hatzfeldt (1912-1942)
  - Huberta comtesse von Hatzfeldt (1916-2014) ∞ Hermann comte von Saurma-Jeltsch (1906-1999)
  - Nathalie comtesse von Hatzfeldt-Trachenberg-Tschirschky (1918-2004)
  - Karl Heinrich comte von Hatzfeldt (1921-1970) ∞ Heyka Zeglat (1923-1997)
  - Edmund, 5e prince von Hatzfeldt, 3e duc de Trachenberg (1923-1997) ∞ Sophie baronne Spies von Büllesheim (1927-2013)
  - Friedrich comte von Hatzfeldt (1928-2006) ∞ Maria Helene baronne von Münchhausen (1933).
- Alexander comte von Hatzfeldt de Trachenberg (1877-1953) ∞ Hanna Aoki-Rhade (1879-1953) ;
  - Hissa comtesse von Hatzfeldt (1906-1985) ∞ Erwin comte von Neipperg (1897-1957).

### Fratrie
La sœur d'Hermann von Hatzfeldt est la comtesse Hermine von Hatzfeldt (1852-1906) ∞ (1) Eduard Teleki von Szék ∞ (2) Emil von Hoenning O’Carroll. 
Ses demi-frères et sœurs issus du premier mariage de son père avec Mathilde comtesse von Reichenbach-Goschütz, comtesse von Götzen (1799-1858), étaient :
- Stanislaus comte von Hatzfeldt (1831-1870) ∞ Gisela comtesse von Dyhrn-Schönau; tombé à Villers-Bretonneux ;
- Franziska comtesse von Hatzfeldt (1833-1922) ∞ (1) Paul von Nimptsch ∞ (2) Walter von Loë ;
- Elisabeth comtesse von Hatzfeldt (1839-1914) ∞ Karl zu Carolath-Beuthen (de).

Sa demi-sœur issue du premier mariage de sa mère avec Ludwig August von Buch (1801-1845) était 
- Marie comtesse von Schleinitz (1842-1912) ∞ (1) Alexander von Schleinitz ∞ (2) Anton von Wolkenstein-Trostburg.